# Trumsveden
Trumsveden är en by och småort i Dalarnas län, på gränsen mellan Aspeboda distrikt (Aspeboda socken) i Falu kommun och Torsångs distrikt (Torsångs socken) i Borlänge kommun . Byn är belägen väster om sjön Liljan, vid sidan av Europaväg 16 sydväst om tätorten Falun.
År 2005 klassade SCB orten som småort som sedan avregistrerades 2010, men återuppstod vid avgränsningen 2020.